# Forever (反町隆史 with Richie Samboraの曲)
『Forever』（フォーエヴァー）は、反町隆史が”反町隆史 with Richie Sambora”名義で発表した、歌手デビュー・シングル。1997年7月30日発売。発売元はマーキュリー・ミュージック・エンタテインメント。

## 解説
反町主演、フジテレビ系ドラマ「ビーチボーイズ」主題歌。ボン・ジョヴィのリッチー・サンボラがギターとコーラスで参加。MVは通常ヴァージョンとSpecial Music Editionの2種類が存在、映像作品「メッセージ」に収録。本楽曲で同年のNHK紅白歌合戦に初出場。自身で最も売れたシングルであり、「POISON」と並び代表曲の一つ。
2025年3月26日、ユニバーサル ミュージックより、4thシングル「POISON ～言いたい事も言えないこんな世の中は～」との2枚同時発売で、初の7インチ・アナログ盤をリリース。「Forever」「NO PAIN NO GAIN」の2曲を、A面・B面に各1曲ずつ収録。

## チャート成績
オリコンチャートで、自身最高位となる週間3位を記録。累計売上も自身最高で、オリコン集計で50.8万枚となっている。

## 収録曲
1. Forever　歌：反町隆史 with Richie Sambora
（作詞:反町隆史 　作曲:都志見隆　編曲:武部聡志）
2. Forever （U.S.A. Version）　歌：反町隆史 with Richie Sambora
3. NO PAIN NO GAIN　歌：反町隆史
（作詞:反町隆史　作曲:都志見隆　編曲:中山弘）
4. Forever （Original Karaoke）
（作曲:都志見隆　編曲:武部聡志）